# Hegedűs Miklós (labdarúgó)
Hegedűs Miklós (Szombathely, 1925. június 26. – Győr, 1991. január 8.) magyar labdarúgó, csatár.

## Pályafutása
A Győri Vasas labdarúgója volt. 1949 és 1955 között 125 élvonalbeli mérkőzésen szerepelt és negyven gólt szerzett. Labdarúgó pályafutása után a Győr utánpótlás edzője volt. 1961-ben a Győri Textiles második csapatának lett az edzője.